# 迪普沃特鎮區 (密蘇里州亨利縣)
迪普沃特鎮區（英語：Deepwater Township）是位於美國密蘇里州亨利縣的一個行政鎮區。

## 地方資料
迪普沃特鎮區的面積為93.69平方千米，當中陸地面積為92.06平方千米，而水域面積為1.63平方千米。根據2020年美國人口普查的數據，當地共有人口710人，而人口密度為每平方千米7.58人。